# 장크트모리츠호
장크트모리츠호(독일어: St. Moritzersee, 로만슈어: Lej da San Murezzan)는 스위스 장크트모리츠(생모리츠)에 있는 호수이다. 표면적은 0.78km2으로 상부 엥가딘 계곡의 주요 호수(실스 호수, 실바플래나 호수)보다 작다.
매년 1월이나 2월 초에는 호수에서 폴로 경기가 열린다. 여름에 하는 폴로에 비해 눈 속에서도 쉽게 볼 수 있는 약간 더 크고 가벼운 빨간 공을 사용한다.
매년 2월 주말(3주 간)이면 얼어붙은 호수에서 경마가 열린다. “화이트 터프(White Turf)”라고 불리는 이 경주는 1907년부터 열렸으며 부유한 관광객들이 샴페인과 내기를 위해 호수로 데려온다. 이것은 또한 스포츠 애호가들이 스키조링이라는 스포츠를 발명한 장소이기도 하다. 이 유형의 경주에서 순종 말은 라이더 없이 경쟁하지만, 대신 견인된 스키어가 있다. 이 스포츠는 다른 고산 국가에서도 이루어지지만, 여전히 주로 스포츠가 시작된 지역에서 볼 수 있다. 이 스포츠는 1906년 첫 번째 경주 이후 진화해 왔다. 생모리츠에서 챔퍼까지의 도로에서 개최되는 레이스 알피나 스키 클럽 회장인 필립 마크(Philip Mark)와 그의 말 블리츠(Blitz, 독일어로 번개)가 우승했다. 오늘날 경주는 모든 말이 동시에 출발하여 트랙을 달리는 다른 경마와 유사하게 진행된다. 스티어링은 선수를 대신하여 엄청난 힘과 기술을 요구하는 레이스를 복잡하게 만드는 매우 어렵다. 일요일 연속 3경기를 치른 후 가장 많은 점수를 얻은 선수가 “엥가딘 계곡의 왕”으로 선정된다. 스키 조깅 외에도 다양한 거리를 달리는 전통 평지 및 트로트 경기가 열린다. 최근까지 방문자 주차장도 호수에 위치했지만, 이 관행은 이후 금지되었다.
얼어붙은 호수에서의 첫 번째 크리켓 토너먼트는 1990년에 열렸다. 영국의 크리켓 선수 데이비드 고워(David Gower)가 1990년 1월 얼음 위에 자신의 렌터카를 주차했다가 밤새 얼음을 뚫고 가라앉았다.

## 갤러리

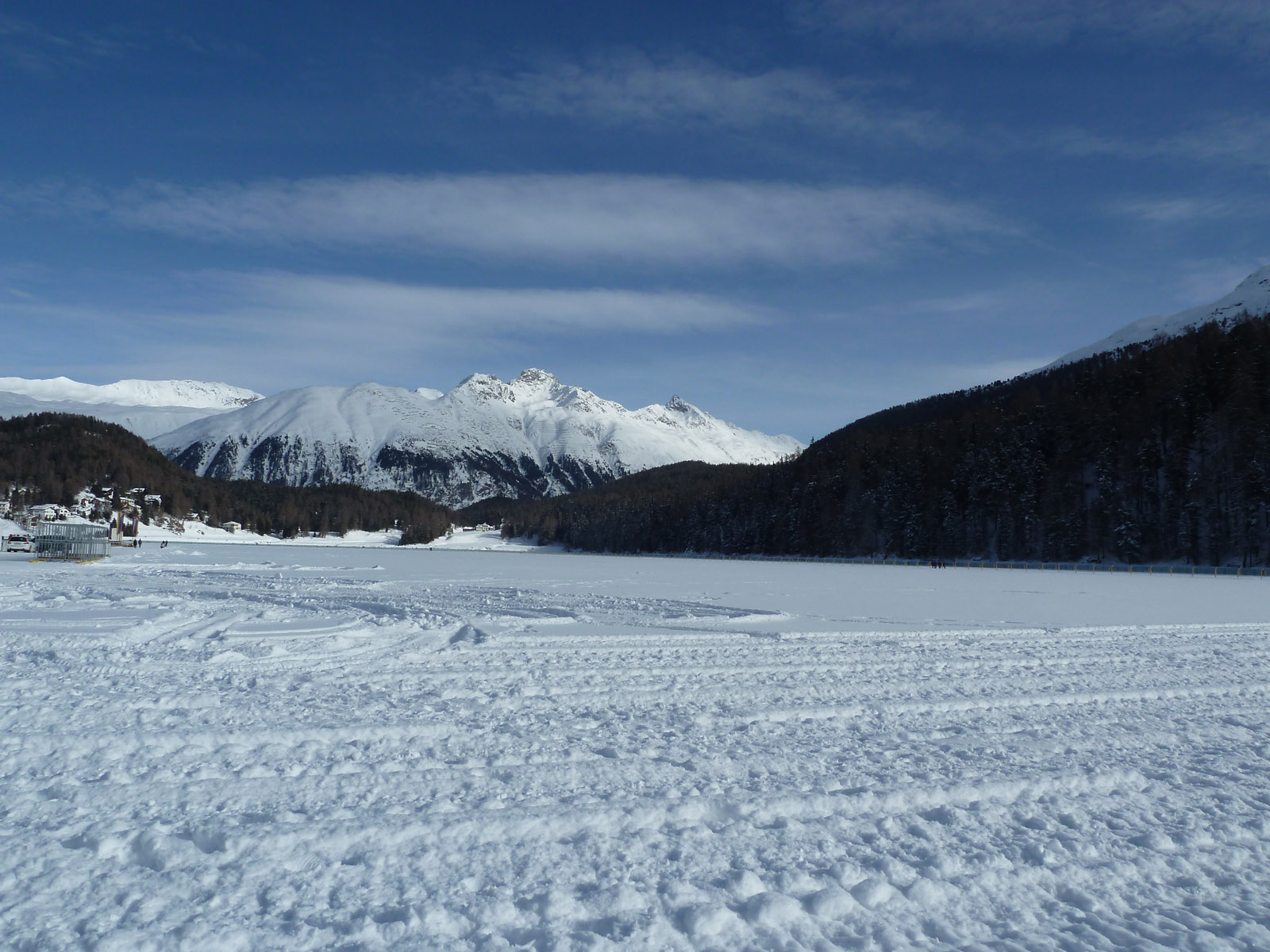
2013년 겨울, 스위스 생모리츠 호수의 전망
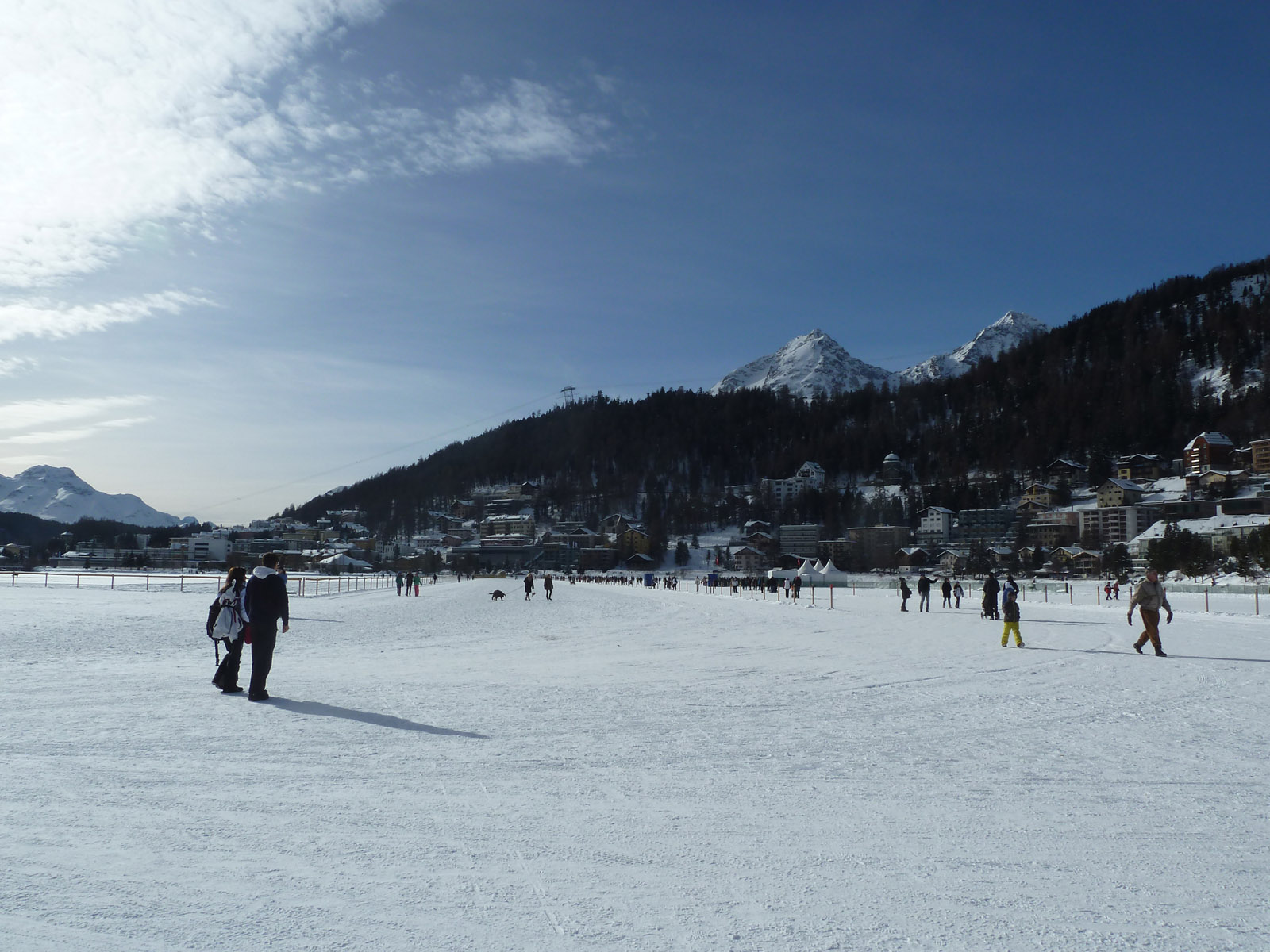
겨울에 얼어붙은 생모리츠 호수와 생모리츠 마을
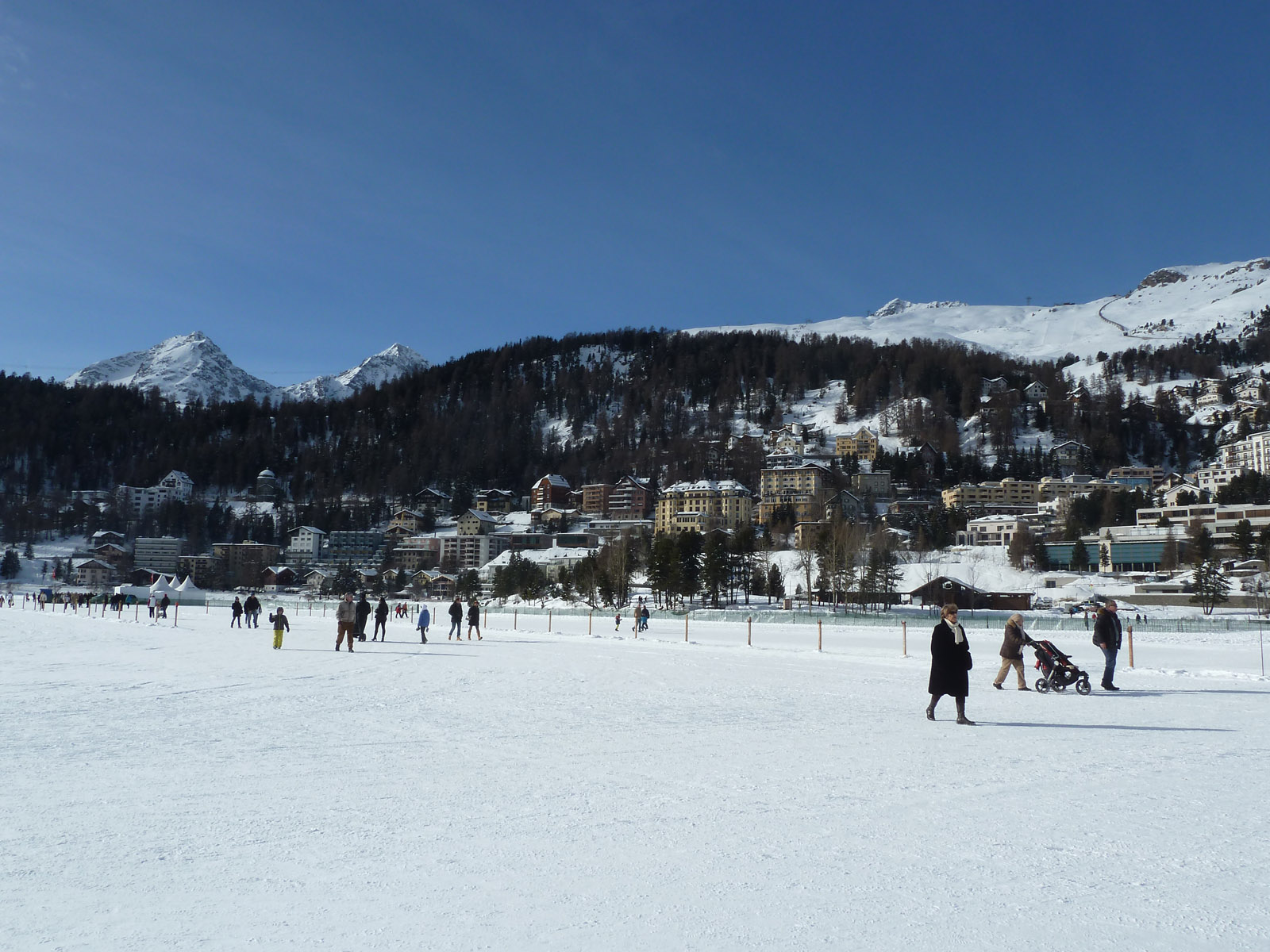
얼어붙은 생모리츠 호수에서 바라본 생모리츠의 전경
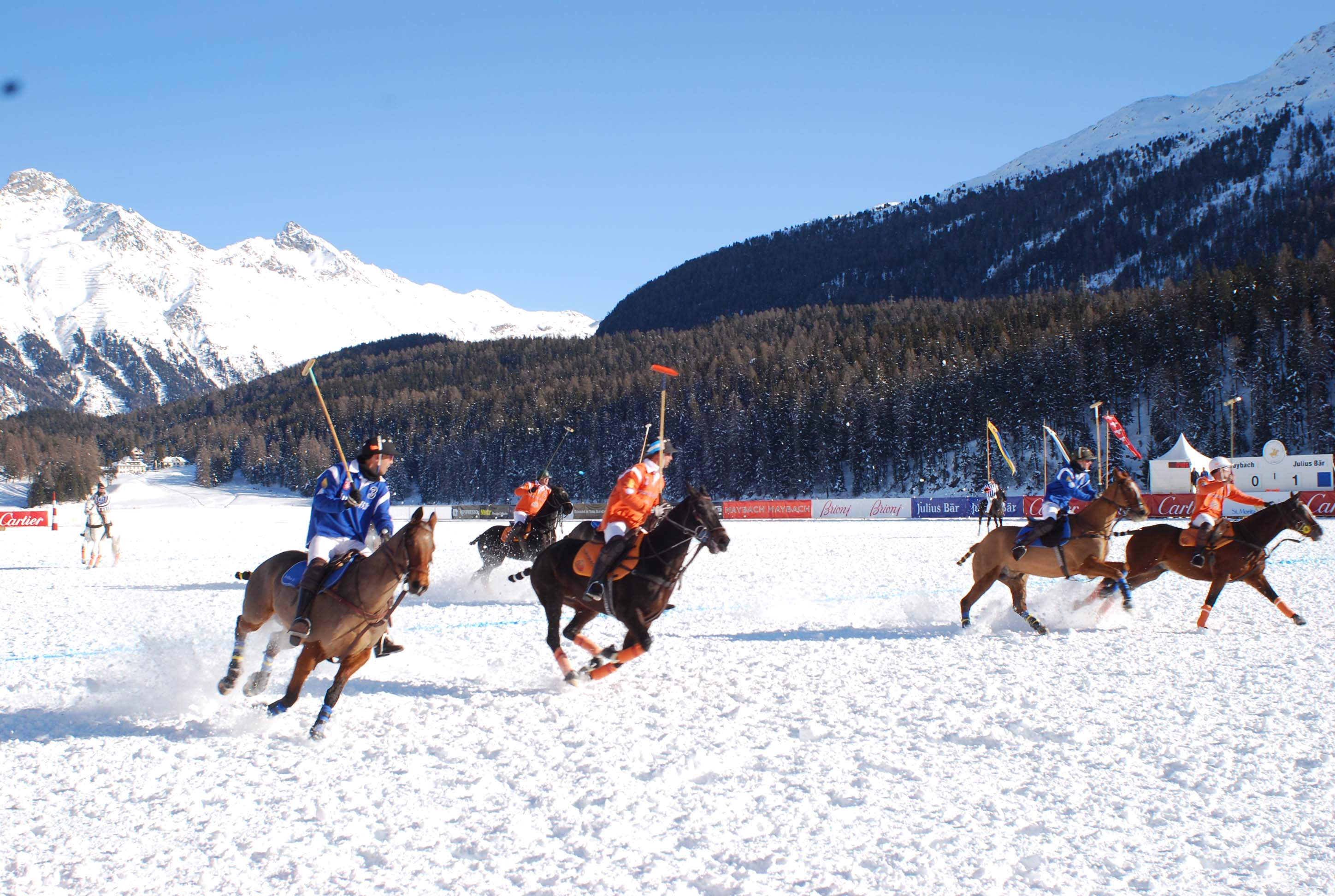
2008년 카르티에 설상 폴로 월드컵